# Doppelanglerfische
Die Doppelanglerfische (Diceratiidae) sind eine Familie der Tiefsee-Anglerfische (Ceratioidei). Sie leben in tropischen und subtropischen Bereichen des Atlantik und des westlichen Indopazifik über den Kontinentalabhängen.

## Merkmale
Die Weibchen haben neben dem Illicium (Angel) einen zweiten isolierten Flossenstrahl der ein Leuchtorgan trägt. Die Rückenflosse hat fünf bis sieben Weichstrahlen, die Afterflosse vier.
Doppelanglerfische zeigen einen deutlichen Geschlechtsdimorphismus, bei dem das Männchen als Zwergmännchen deutlich kleiner ist als das Weibchen. Nach der Metamorphose von der Fischlarve in das adulte Tier beginnt das Männchen ein Weibchen zu suchen. Hat es eines erreicht, beißt es sich an diesem fest, die Kiefer des Männchens bilden sich danach zurück und die Haut beider Tiere verwächst, ebenso die Blutgefäße. Bis auf die Kiemen werden alle Organsysteme reduziert und die Ernährung erfolgt anschließend nur noch über den Blutkreislauf des Weibchens.

## Arten

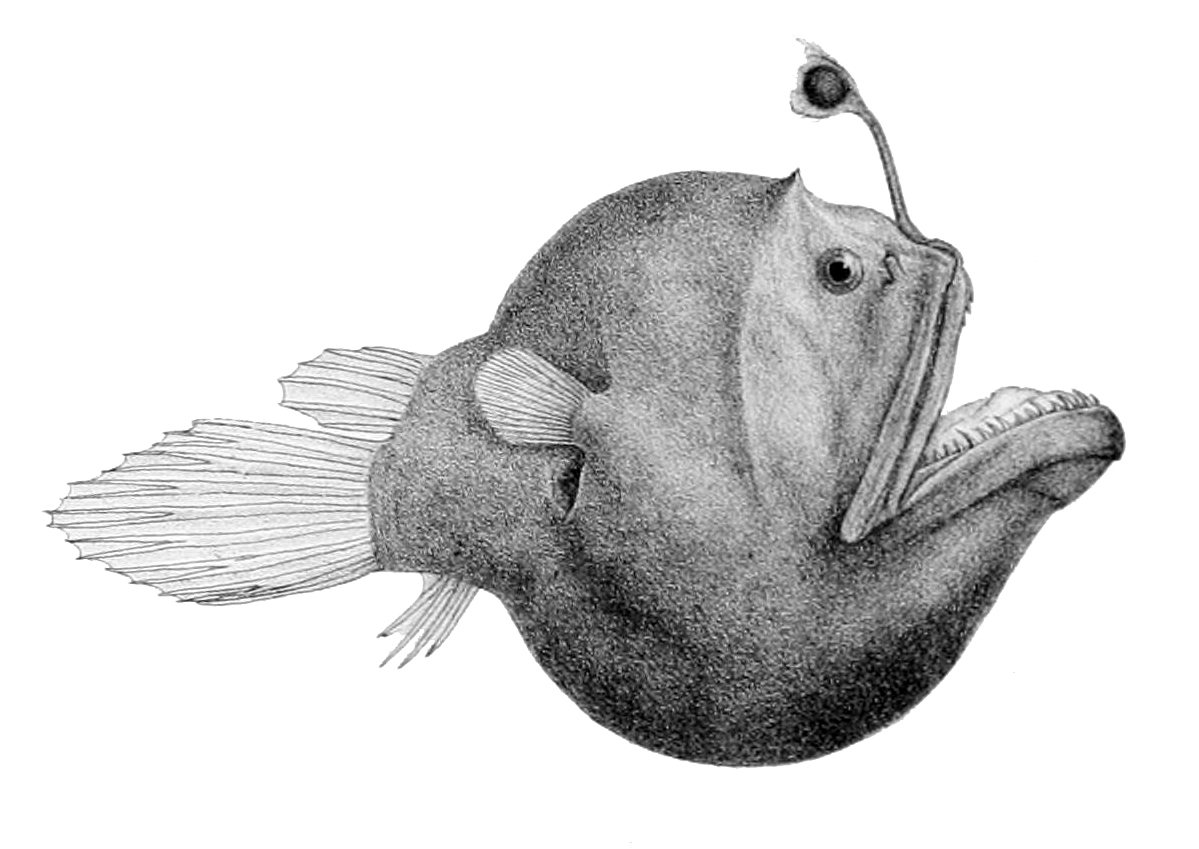
Diceratias bispinosus

Es gibt zwei Gattungen mit insgesamt sieben Arten.
- Gattung Bufoceratias
  - Bufoceratias microcephalus Ho, 2016
  - Bufoceratias shaoi Pietsch, Ho & Chen, 2004
  - Bufoceratias thele (Uwate, 1979)
  - Bufoceratias wedli (Pietschmann, 1926)
- Gattung Diceratias
  - Diceratias bispinosus (Günther, 1887)
  - Diceratias pileatus Uwate, 1979
  - Diceratias trilobus Balushkin & Fedorov, 1986